# Inntal

Blick auf das Inntal Richtung Kaisergebirge auf Höhe von Nußdorf am Inn, Bayern.

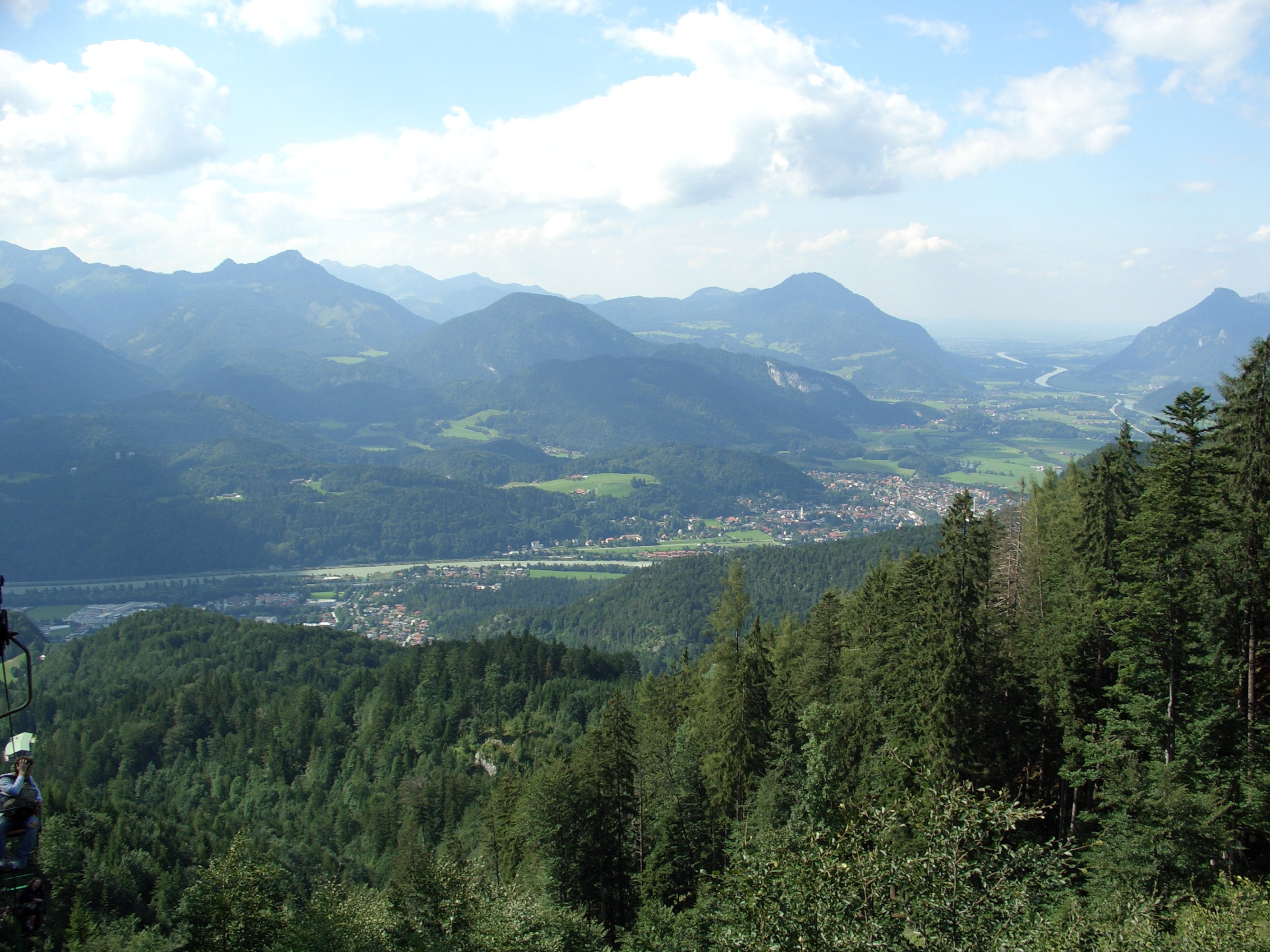
Das Inntal, Blick von einem Sessellift in Kufstein

Das Inntal ist ein die Ostalpen von Südwesten nach Nordosten durchquerendes Tal, das vom Inn durchflossen wird.
Es wird eingeteilt in
- das Bündner Oberengadin und Unterengadin
- das Tiroler Oberinntal und Unterinntal (gelegentlich wird das Inntal im Großraum Innsbruck auch als mittleres Inntal bezeichnet)
- das Bayerische Inntal.

Das bayerische Inntal geht bei Rosenheim in das Alpenvorland über. Hier setzt sich das Inntal wenig profiliert fort, und es folgt
- der Untere Inn (mit der oberösterreichischen Raumeinheit Inntal).

Das Inntal der Alpen ist ein typisches Gletscher-Trogtal mit steilen Flanken und entsprechend dem einst mächtigen eiszeitlichen Inn-Gletscher hoch liegenden Schultern und Terrassen. Es hat nur im Engadin größere Durchbrüche und Talengen, zuletzt die Finstermünzer Schlucht Schweiz–Tirol. Auch nach dem Austritt aus den Alpen bei Fischbach am Inn (Tirol–Bayern) ist das Inntal bis über Wasserburg am Inn hinaus geprägt durch den Inn-Gletscher, der hier das Rosenheimer Becken ausgehoben und an dessen Rand hohe Endmoränen hinterlassen hat.
Das Inntal des Alpenvorlands ist am Anfang noch eine deutliche Talung, dann – ab der Mündung der Salzach, als Grenzfluss Bayern–Oberösterreich – eine weite Beckenlandschaft.
Ende des 18. Jahrhunderts entdeckte Johann Georg von Dillis das Inntal als ideale Gegend für Landschaftsmaler. Das gesamte 19. Jahrhundert hindurch besuchten ca. 250 Künstler („Inntalmaler“) die Gegend zwischen Rosenheim und Kufstein und fanden hier vielfältige Motive.

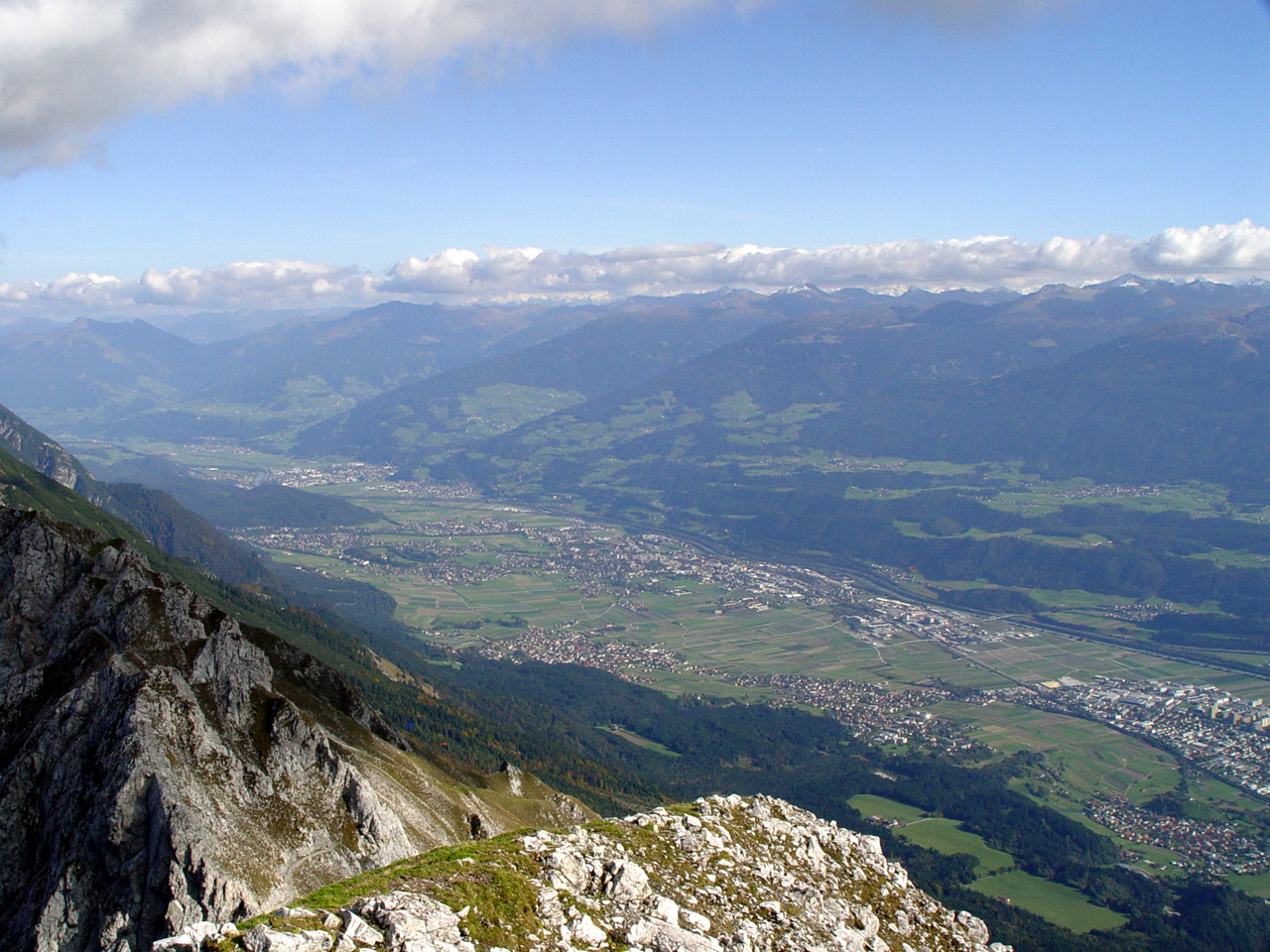
Das Inntal vom Hafelekar bei Innsbruck
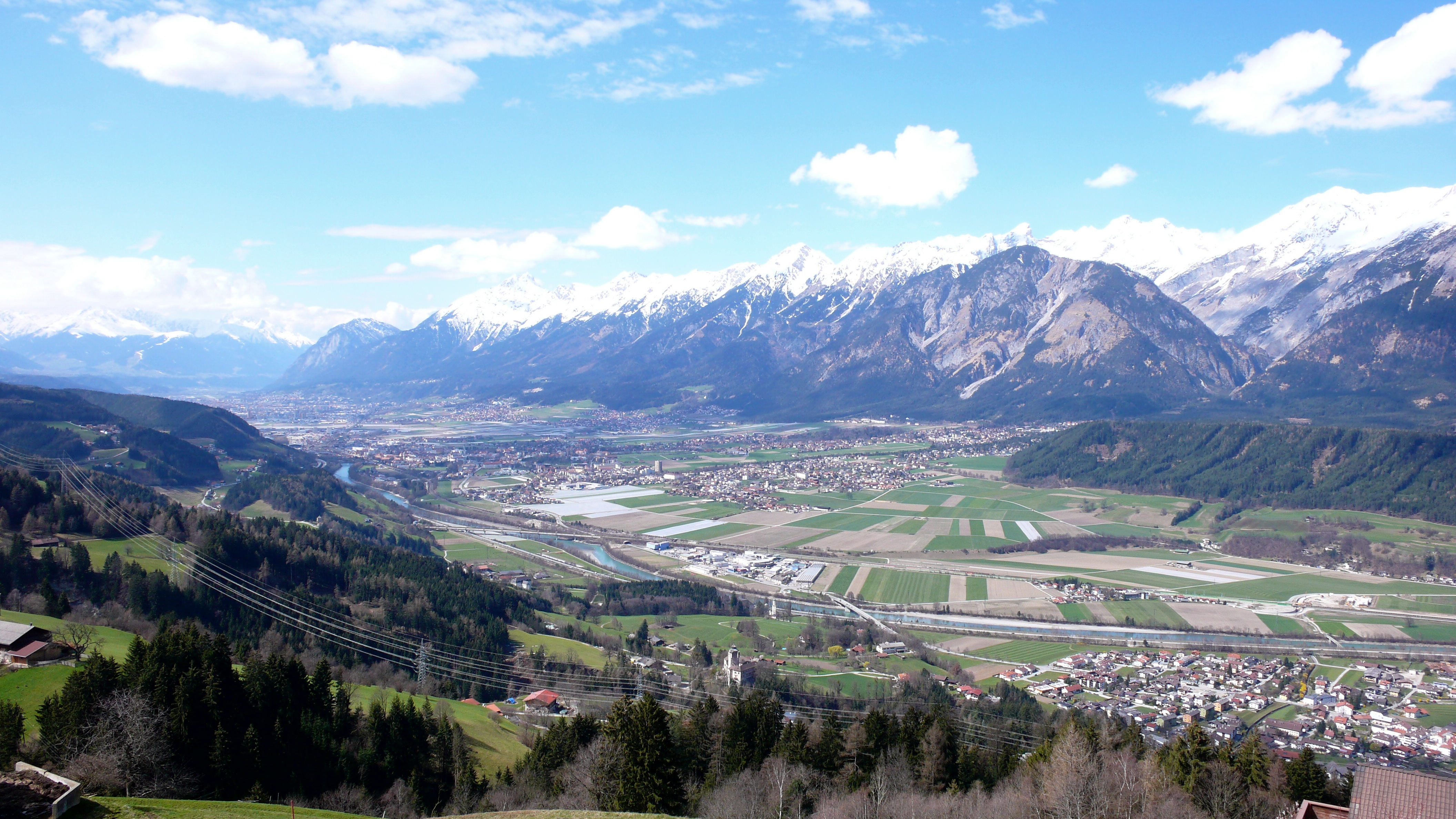
Das Inntal vom Volderberg Richtung Hall in Tirol und Innsbruck
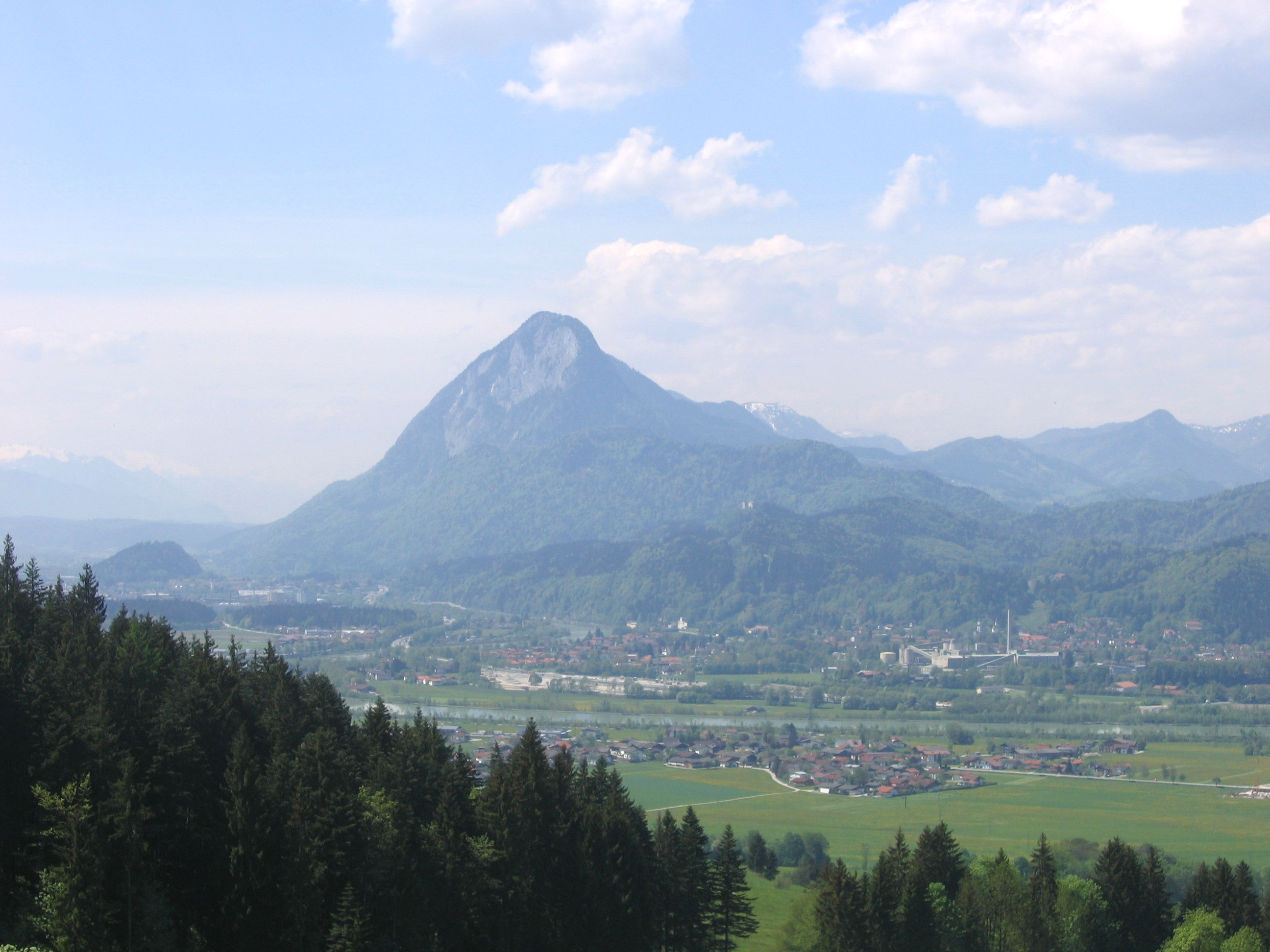
Das Inntal bei Kufstein und Kiefersfelden mit Pendling
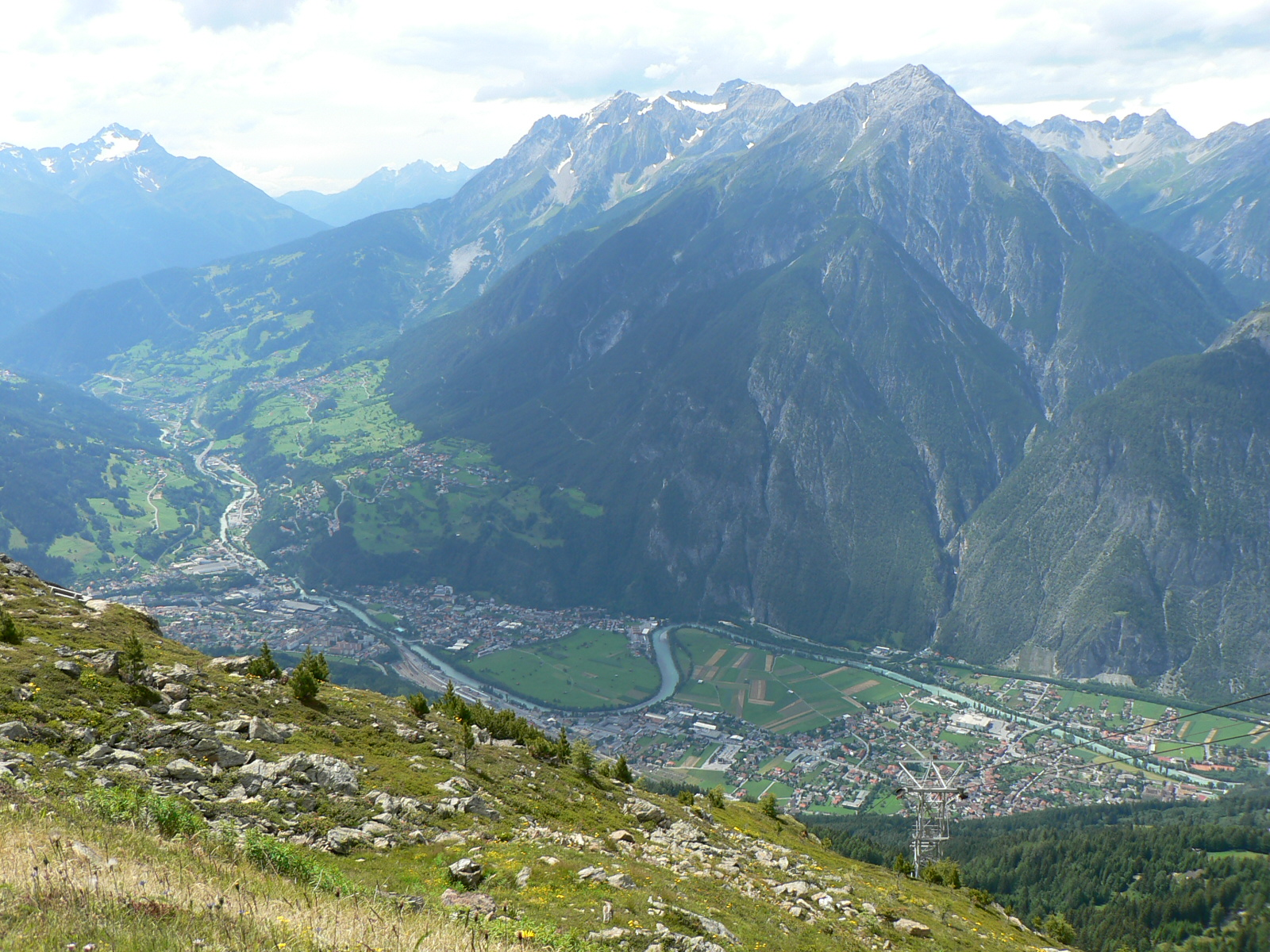
Blick auf das Inntal vom Krahberg Richtung Landeck
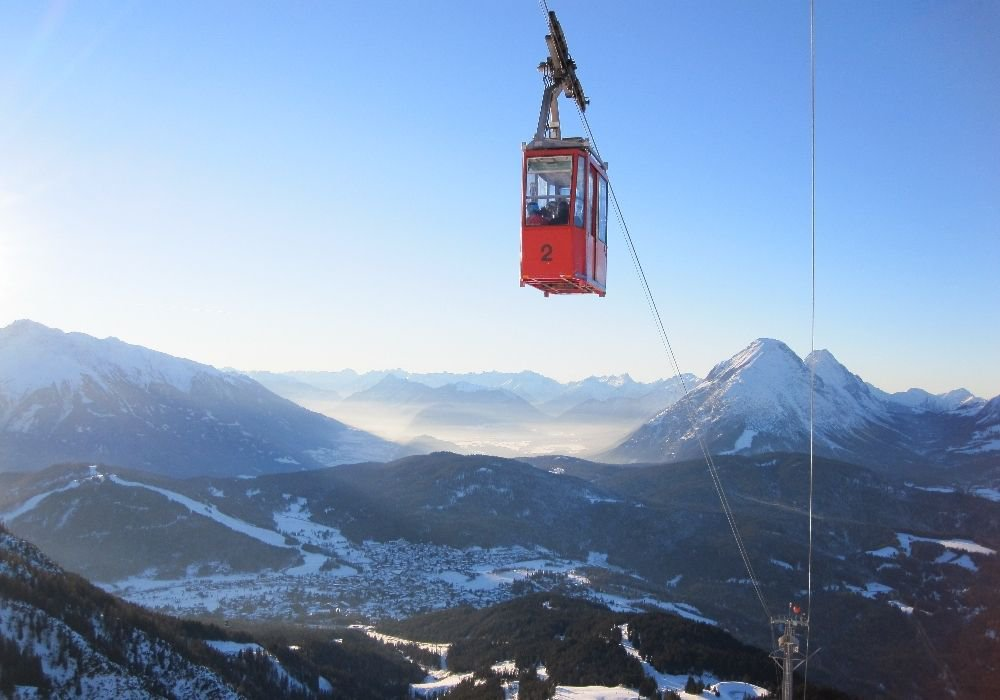
Blick vom Seefelder Plateau Richtung Mieming und Landeck
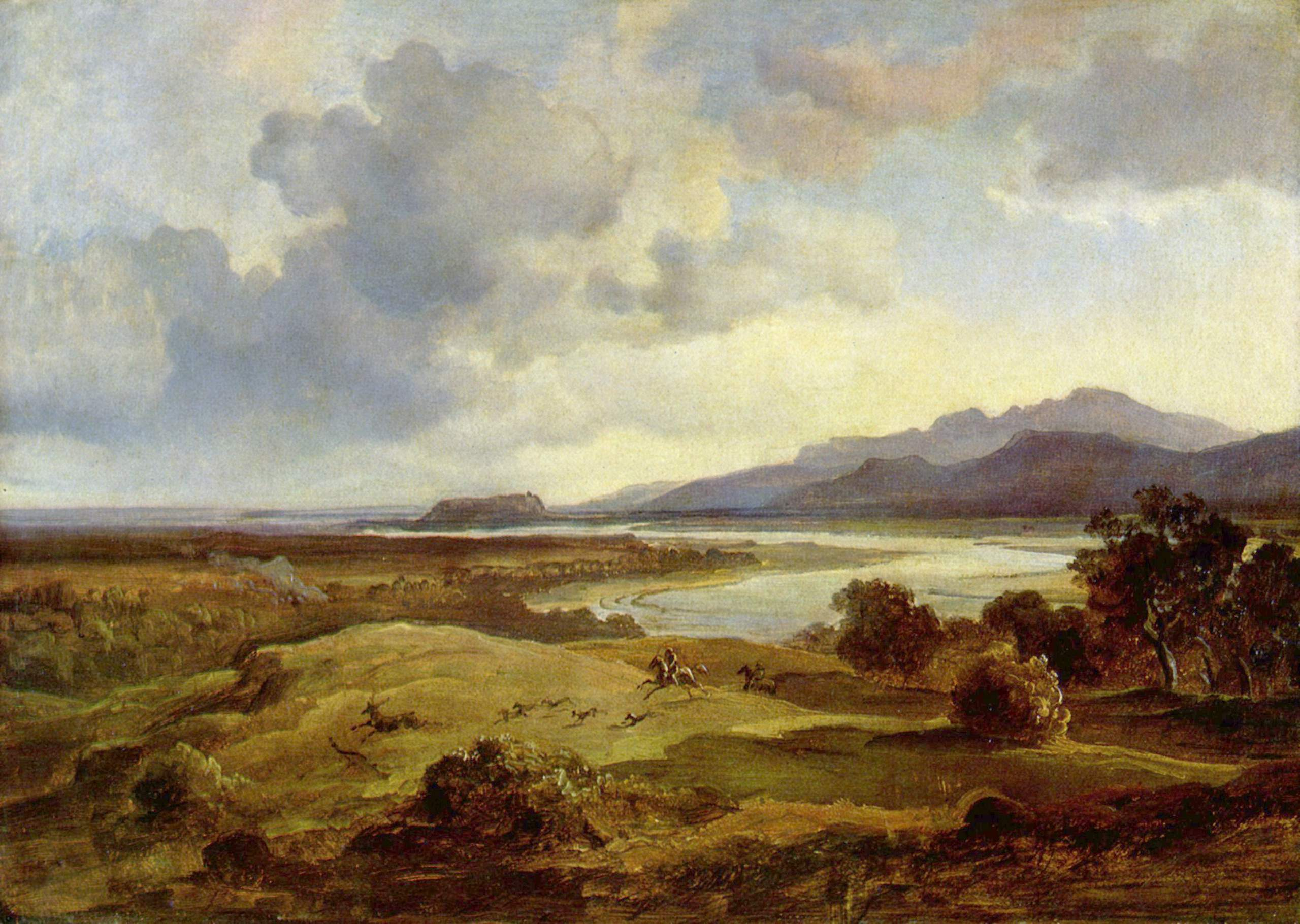
Inntal bei Neubeuern (Carl Anton Joseph Rottmann, 1823)